# Coniochaeta ostrea
Coniochaeta ostrea är en svampart som först beskrevs av Malloch & Cain, och fick sitt nu gällande namn av Dania García, Stchigel & Guarro 2006. Coniochaeta ostrea ingår i släktet Coniochaeta och familjen Coniochaetaceae.   Inga underarter finns listade i Catalogue of Life.